# Künten
Künten (schweizerdeutsch:  ˈχøntə) ist eine Einwohnergemeinde im Schweizer Kanton Aargau. Sie gehört zum Bezirk Baden und liegt im Reusstal zwischen Mellingen und Bremgarten.

## Geographie
Künten liegt auf der östlichen Seite des Reusstals auf einem Sattel zwischen dem Westabhang des Heitersbergs und dem Talhau, einem bewaldeten Moränenhügel, der am Ende der Würmeiszeit beim Rückzug des Reussgletschers entstand. Durch eine Geländestufe von rund 50 Metern getrennt, liegt an einem Altwasserlauf in der Reussebene das Strassendorf Sulz, rund einen Kilometer südwestlich von Künten. An der westlichen Gemeindegrenze hat die Reuss durch Erosion eine rund 25 Meter tiefe Schlucht geschaffen.
Die Fläche des Gemeindegebiets beträgt 489 Hektaren, davon sind 133 Hektaren mit Wald bedeckt und 69 Hektaren überbaut. Der höchste Punkt liegt auf 530 Metern an der östlichen Gemeindegrenze, der tiefste auf 354 Metern an der Reuss. Nachbargemeinden sind Remetschwil im Norden, Bellikon im Osten, Eggenwil und Fischbach-Göslikon im Süden, Niederwil im Westen sowie Stetten im Nordwesten.

## Geschichte
Verschiedene Funde deuten auf eine frühe Besiedlung hin. Bei Künten kamen Münzen, Scherben, Bronze- und Eisengeräte einer römischen Siedlung aus dem frühen 2. Jahrhundert zum Vorschein, bei Sulz entdeckten Archäologen einen Grabhügel. Die erste urkundliche Erwähnung von Chünten und Sulzo erfolgte um 1160 in den Acta Murensia, welche die Dörfer als Besitz des Klosters Muri auswiesen. Der Ortsname Künten stammt vom spätlateinischen (praedium) Quintinacum und bedeutet «dem Quintinus gehörendes Landgut». Durch Lautverschiebung entstand über das althochdeutsche Chüntinacha die heutige Namensform.
Im Mittelalter lag das Gemeindegebiet im Herrschaftsbereich der Habsburger, die auch die Blutgerichtsbarkeit ausübten. Die niedere Gerichtsbarkeit war zum grössten Teil in den Händen des Klosters Hermetschwil. Ab 1392 gehörte ein Hof in Künten der Sankt-Nikolaus-Kapelle in Baden. 1415 eroberten die Eidgenossen den Aargau. Beide Dörfer waren nun Teil des Amtes Rohrdorf in der Grafschaft Baden, einer gemeinen Herrschaft. Nachdem 1529 die Reformation eingeführt worden war, mussten die Einwohner nach dem Zweiten Kappelerkrieg von 1531 wieder die katholische Konfession annehmen.
Im März 1798 nahmen die Franzosen die Schweiz ein und riefen die Helvetische Republik aus. Künten und Sulz gehörten zunächst zum kurzlebigen Kanton Baden, ab 1803 zum Kanton Aargau. Beide Dörfer bildeten eine gemeinsame Einwohnergemeinde, waren aber auch zwei getrennte Ortsbürgergemeinden mit einem gewissen Grad an Autonomie. Diese Struktur blieb bis 1973 bestehen, als man die Ortsbürgergemeinden auflöste und sie mit der Einwohnergemeinde vereinigte. Am 10. Juni 1866 vernichtete ein Grossbrand in Künten 14 mit Stroh gedeckte Häuser. Bis weit ins 20. Jahrhundert hinein blieb Künten durch die Landwirtschaft geprägt. Durch die Eröffnung der nahen Autobahn begann die Einwohnerzahl markant anzusteigen und hat sich seither mehr als verdoppelt.
Um der wachsenden Bevölkerung gerecht zu werden, wurde 1964–1965 die Kirche Heiligkreuz als Ersatz für eine kleinere Vorgängerkirche errichtet. Sie wurde nach Plänen des Architekten Walter Moser erbaut und enthält Kunstwerke von Max Rüedi und Alfred Huber.

## Wappen
Die Blasonierung des Gemeindewappens lautet: «Gespalten von Weiss mit getatztem rotem Hochkreuz und von Rot mit weissem Schrägfluss.» Dieses Wappenmotiv war auf den Gemeindesiegeln von 1827 und 1872 abgebildet; die Spaltungslinie war zusätzlich mit einem Rebstock belegt, den man nach 1915 wegliess. Das Kreuz erinnert an das einst ausserhalb des Dorfes Künten stehende, nach alter Überlieferung wundertätige Kreuz, an dessen Stelle im 18. Jahrhundert die Kapelle, die Vorgängerin der späteren Pfarrkirche, errichtet wurde. Der Fluss symbolisiert die Reuss.

## Bevölkerung
Die Einwohnerzahlen entwickelten sich wie folgt:
| Jahr      | 1798 | 1850 | 1900 | 1930 | 1950 | 1960 | 1970 | 1980 | 1990 | 2000 | 2010 | 2020 |
| Einwohner | 350  | 609  | 449  | 439  | 574  | 684  | 819  | 1114 | 1320 | 1486 | 1586 | 1838 |

Am 31. Dezember 2023 lebten 1917 Menschen in Künten, der Ausländeranteil betrug 18,4 %. Bei der Volkszählung 2015 bezeichneten sich 45,4 % als römisch-katholisch und 19,6 % als reformiert; 35,0 % waren konfessionslos oder gehörten anderen Glaubensrichtungen an. 93,1 % gaben bei der Volkszählung 2000 Deutsch als ihre Hauptsprache an, 1,5 % Albanisch sowie je 0,9 % Englisch und Türkisch.

## Politik und Recht
Die Versammlung der Stimmberechtigten, die Gemeindeversammlung, übt die Legislativgewalt aus. Ausführende Behörde ist der fünfköpfige Gemeinderat. Er wird im Majorzverfahren vom Volk gewählt, seine Amtsdauer beträgt vier Jahre. Der Gemeinderat führt und repräsentiert die Gemeinde. Dazu vollzieht er die Beschlüsse der Gemeindeversammlung und die Aufgaben, die ihm vom Kanton zugeteilt wurden. Für Rechtsstreitigkeiten ist in erster Instanz das Bezirksgericht Baden zuständig. Künten gehört zum Friedensrichterkreis V (Mellingen).

## Wirtschaft
In Künten gibt es gemäss der im Jahr 2015 erhobenen Statistik der Unternehmensstruktur (STATENT) rund 420 Arbeitsplätze, davon 10 % in der Landwirtschaft, 35 % in der Industrie und 55 % im Dienstleistungsbereich. Die meisten Erwerbstätigen sind Wegpendler und arbeiten in den umliegenden Gemeinden oder in der Agglomeration Baden.

## Verkehr
Künten liegt an der Kantonsstrasse 281 zwischen Baden und Bremgarten, etwa acht Kilometer südlich des Anschlusses Dättwil der Autobahn A1. Der Anschluss an das Netz des öffentlichen Verkehrs erfolgt durch eine Postautolinie vom Bahnhof Baden über Stetten nach Bremgarten, auf derselben Strecke verkehrt an Wochenenden ein Nachtbus.

## Vereine und Tourismus
Künten zählt mehr als drei Dutzend Vereine in den Sparten Gesellschaft, Kultur, Musik und Sport. Ihre Anlässe werden von den «Vereinigten Vereinen» koordiniert. Eine Besonderheit ist der Fährverein Sulz-Fischbach, der an Wochenenden im Sommer eine Personenfähre über die Reuss betreibt, die vor allem von Wanderern benutzt wird. Im Ortsteil Sulz gibt es einen Saisoncampingplatz unmittelbar an der Reuss.

## Bildung
Die Gemeinde verfügt über einen Kindergarten und ein Schulhaus, in dem die Primarschule unterrichtet wird. Alle Oberstufen (Realschule, Sekundarschule und Bezirksschule) können in Mellingen besucht werden. Die nächstgelegenen Gymnasien sind die Kantonsschule Baden und die Kantonsschule Wettingen.

## Aktuelle und historische Fotografien

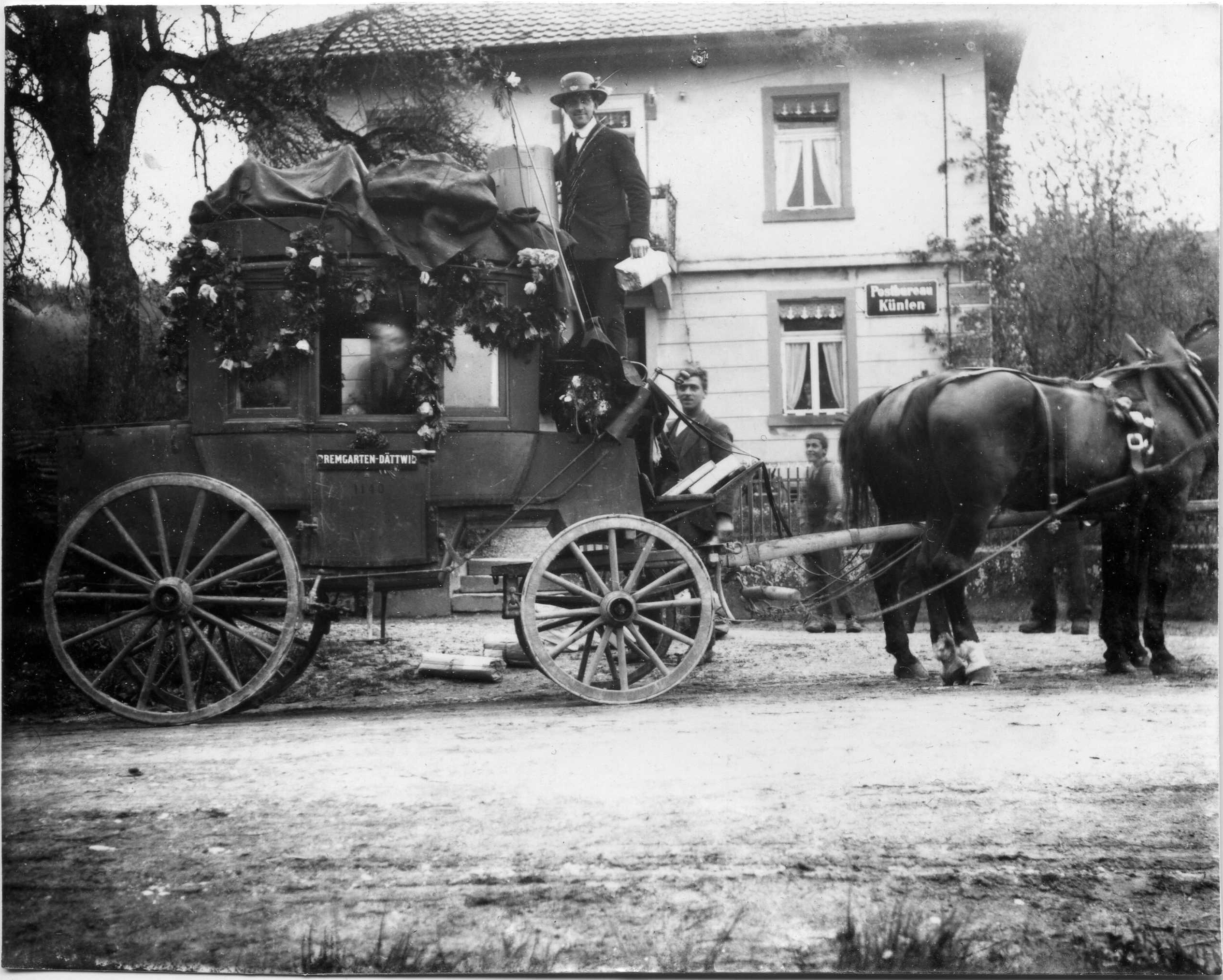
Letzte Postkutschenfahrt durch Künten, aufgenommen 1924 vor dem Postbüro.
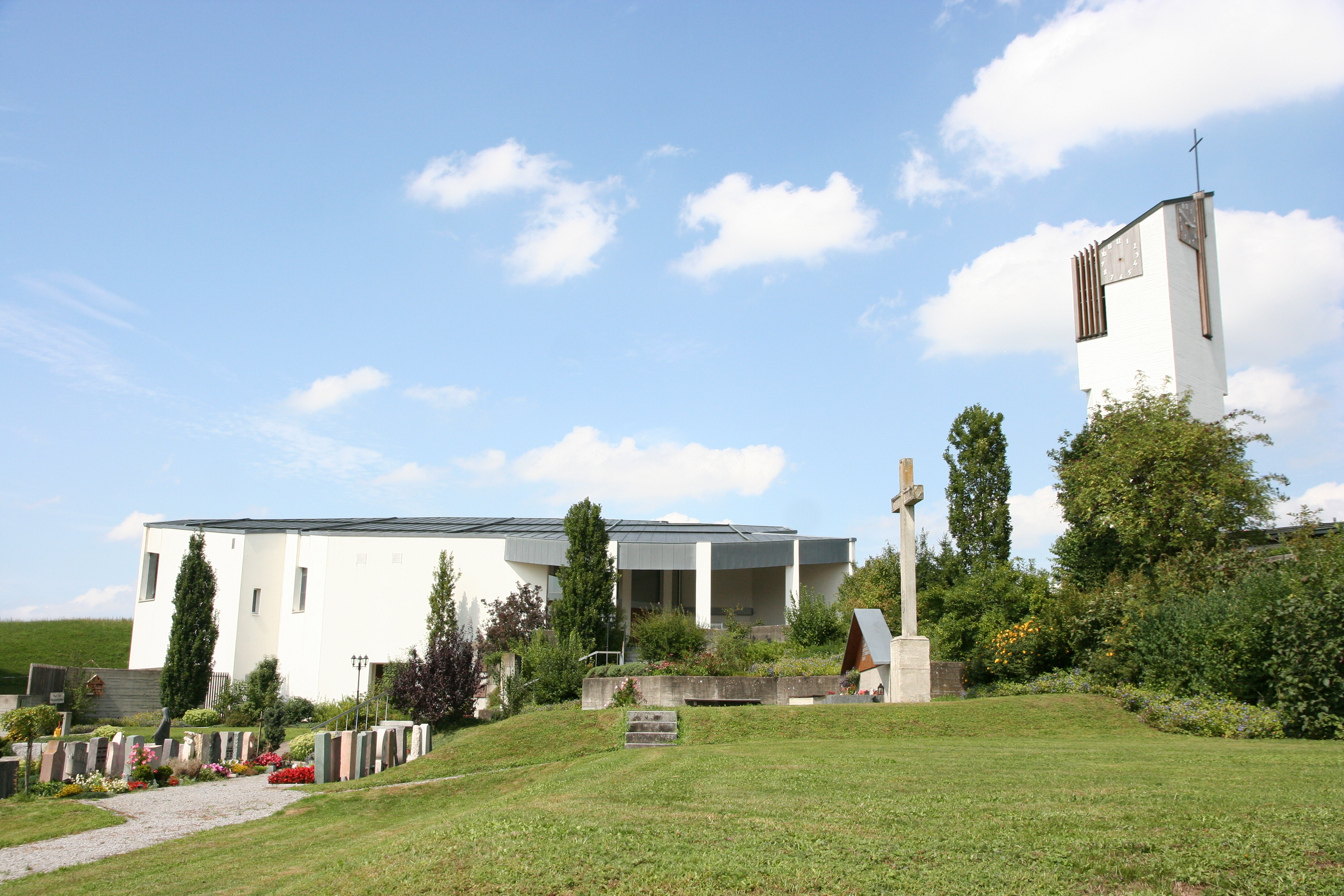
Katholische Kirche Heiligkreuz
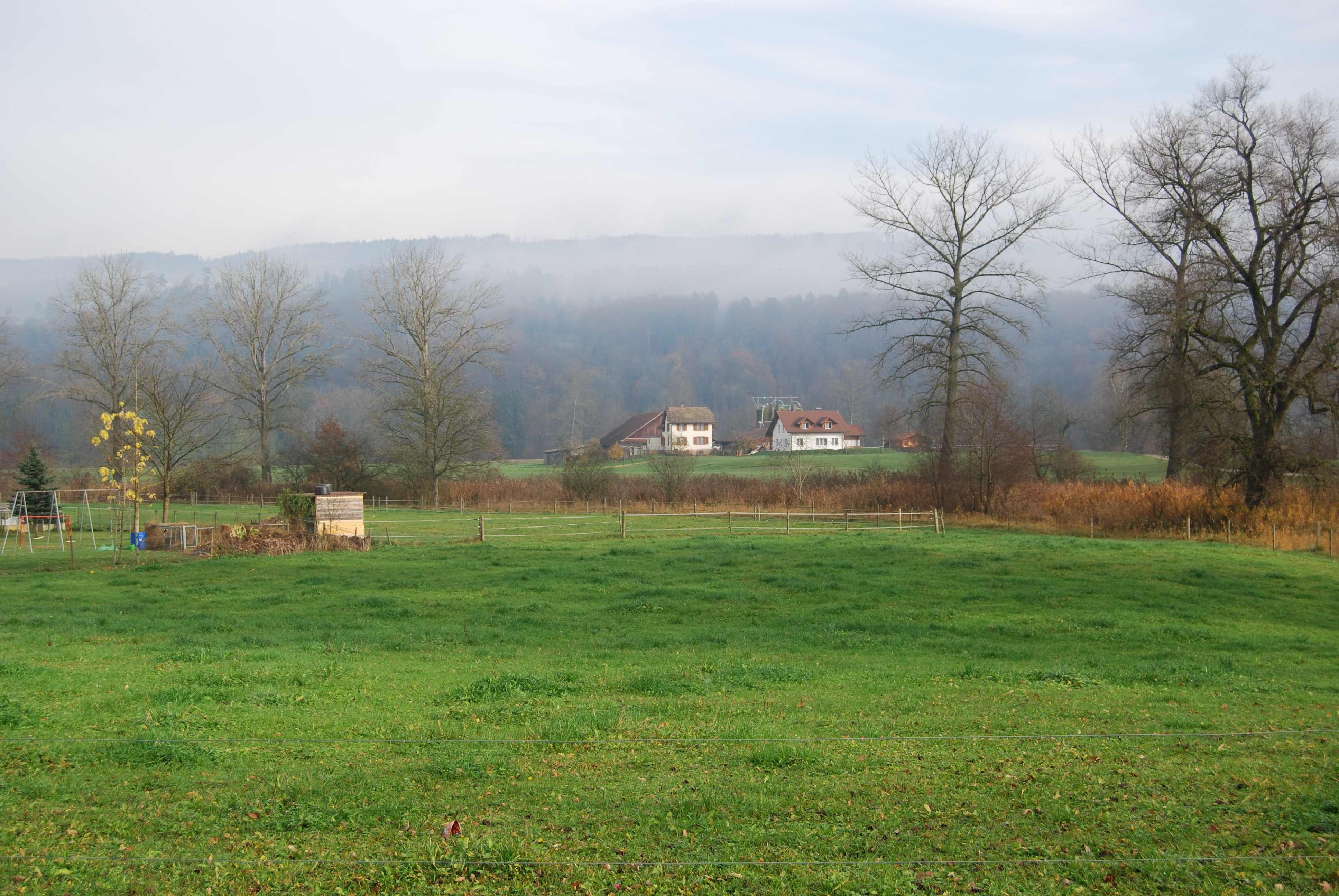
Ortsteil Sulz
Luftbild Künten 1947, Ansicht von Nordwesten
Luftbild Künten 1964, Ansicht von Südwesten
Luftbild Künten 1967, Ansicht von Südosten